# Patrick Ryan
Patrick Ryan (1916 – 1989) byl anglický prozaik.

## Život
Narodil se na britském ostrově Wight (Isle of Wight) rodičům irského původu. Během druhé světové války sloužil v britské armádě, zúčastnil se akcí v Severní Africe, Itálii a Řecku. Po válce se Ryan přestěhoval do Leedsu a během padesátých let pracoval jako manažer v továrně. Svoje zkušenosti z Yorkshirského života později popsal v humorných pamětech How I Became a Yorkshireman. Později se stal vrchním poštmistrem v Harrogate (North Yorkshire). V šedesátých letech začal Ryan psát pro humoristický a satirický časopis Punch, který byl v té době ve Velké Británii značně populární. Přispíval také do časopisů Playboy a Holiday.
Nejvíce Ryana proslavila jeho první kniha, protiválečný humoristický román Jak jsem vyhrál válku (How I Won the War, 1963). Důstojník Ernest Goodbody zde vypráví jako válečný hrdina svůj příběh, jak prožil válku. Ve skutečnosti byl ale typickým antihrdinou, který zcela nepochopil, jak to ve válce skutečně chodí, a stal se tak postrachem svým podřízeným. Tato kniha byla v roce 1967 zfilmována režisérem Richardem Lesterem s Johnem Lennonem ve vedlejší roli vojína Gripweeda (hlavní roli poručíka Ernesta Goodbodyho hrál Michael Crawford).

## Dílo
- Jak jsem vyhrál válku (How I Won the War, 1963) česky 1970, překlad František Vrba.
- Hubert Calendar Counts his Blessings (1965)
- How I Became a Yorkshireman (1967)
- Clancy, My Friend, My Friend (1969)